# Leg dich nicht mit Zohan an
Leg dich nicht mit Zohan an (Originaltitel: You Don’t Mess with the Zohan) ist eine US-amerikanische Filmkomödie aus dem Jahr 2008 von Regisseur Dennis Dugan mit Adam Sandler in der Hauptrolle.

## Handlung
Zohan ist ein mit übermenschlich anmutenden Kräften und Fähigkeiten ausgestatteter Anti-Terror-Spezialist und die perfekte Ein-Mann-Armee der Israelischen Streitkräfte. Er ist jedoch von den Feindseligkeiten im Nahen Osten angewidert und will nicht mehr kämpfen. Neben seiner Vorliebe für Hummus, die Limonade Fizzy Bubblech und das Hacky-Sack-Spielen träumt er davon, das Land zu verlassen und Friseur zu werden. Sein großes Vorbild ist Paul Mitchell. Doch niemand nimmt seinen Wunsch ernst und er wird sogar von seinen Eltern ausgelacht und für homosexuell gehalten, als er ihnen von seinem Traumberuf erzählt. Bei seinem nächsten Einsatz gegen seinen palästinensischen Erzfeind, den Terroristen Phantom, täuscht er seinen eigenen Tod vor. Im Frachtraum eines Flugzeugs gelangt er im Käfig zweier Hunde mit den Namen Scrappy und Coco unerkannt nach New York City. Als er dort nach seinem Namen gefragt wird, gibt er Scrappy Coco an.
Auf den Straßen von New York City hilft er dem Radfahrer Michael, als dieser von einem Autofahrer bedrängt wird. Er erhält eine Unterkunft bei Michael und dessen Mutter Gail, die von ihm sexuell beglückt wird. In einer Disco wird er von dem jungen Israeli Oori als Zohan erkannt. Oori verspricht aber, sein Geheimnis für sich zu behalten, und beide freunden sich an. Er erfährt, dass der nun als Volksheld verehrte Phantom inzwischen in seiner Heimat eine eigene Schnellimbiss-Kette unter dem Namen Phantom Muchentuchen gegründet hat.
Nachdem Zohan in zahlreichen Friseursalons abgewiesen worden ist, schafft er es schließlich, in Rafaelas Salon der Palästinenserin Dalia eine Stelle zu bekommen, und bedient dort die älteren Kundinnen neben der Haarpflege auch mit Charme und Sex, was dem Geschäft eine außergewöhnliche Popularität beschert. Die Vorbehalte gegenüber seiner palästinensischen Chefin verfliegen, und mit der Zeit verliebt er sich in Dalia.
Nach einiger Zeit wird Zohan von einem palästinensischen Taxifahrer erkannt, der mit Gleichgesinnten nach einigen Anschlagsversuchen Phantom informiert, worauf dieser sich umgehend nach New York begibt. Doch eine gemeinsame Bedrohung bringt beide schließlich dazu, sich zusammenzuraufen: Der Immobilienhai Walbridge will das Viertel, in dem Juden und Araber weitgehend friedlich zusammenleben, abreißen lassen, um ein neues Einkaufszentrum zu errichten. Er lässt als Araber und Juden verkleidete Gruppen Brandanschläge verüben, um Zwietracht zu säen. Es stellt sich zudem heraus, dass Dalia Phantoms Schwester ist und dass Phantom ähnlich wie Zohan seines Berufs überdrüssig ist und lieber Schuhe verkaufen würde als Anschläge zu verüben.
Nachdem Walbridge besiegt ist, errichten Israelis und Palästinenser zusammen ihr eigenes Einkaufscenter. Phantom wird schließlich Schuhverkäufer und Zohan eröffnet gemeinsam mit seiner Ehefrau Dalia einen Friseursalon. Endlich sind auch Zohans Eltern mit Zohans Wunsch einverstanden, und sein Vater lässt sich von ihm bereitwillig die Haare schneiden.

## Hintergrund
- Mariah Carey, John McEnroe, Kevin James, Henry Winkler, George Takei und Bruce Vilanch haben im Film einen Gastauftritt und spielen sich darin selbst. Michael Buffer übernahm eine Rolle als schurkenhafter Unternehmer Walbridge. Adam Sandlers Tochter Sadie und seine Frau Jackie sind am Ende des Films kurz zu sehen, als Sadie auf einer Ziege reitet. Regisseur Dennis Dugan übernahm im Film eine Rolle als Obdachloser.
- Die erste Fassung des Drehbuchs wurde bereits im Jahr 2000 geschrieben, aufgrund der Anschläge vom 11. September 2001 wurde das Projekt mehrere Jahre zurückgestellt.[3]
- Die Produktionskosten wurden auf 90 Millionen US-Dollar geschätzt. Der Film spielte in den Kinos weltweit rund 200 Millionen US-Dollar ein, davon 100 Millionen US-Dollar in den USA.[4]
- Der Film wurde in den Sony Studios in Culver City und den Warner Studios in Burbank gedreht, Außenaufnahmen in Los Angeles, New York City, auf dem Flughafen New York, im mexikanischen Baja California Sur und einige Szenen in Tel Aviv.
- Kinostart in den USA war am 6. Juni 2008, in Deutschland am 14. August 2008.

## Kritiken
Der Film erhielt auf der Website Rotten Tomatoes positive Kritik von nur 38 % basierend auf 185 Kritiken.

„Um nichts weniger als um die Lösung des bedrohlich schwelenden Nahostkonflikts bemüht sich Sandler in der Frisöragentenkomödie ‚Leg dich nicht mit Zohan an‘. Zugegeben, man muss durch einige Schichten wenig subtilen Witzes, bis der Ausweg aus Hass, Krieg und Leid am Ende plötzlich möglich scheint. […] Vor allem sprachlich wird die Ähnlichkeit hergestellt, weshalb ‚Leg dich nicht mit Zohan an‘ unbedingt im englischen Original gesehen werden sollte. Der jeweils übertrieben harte Akzent, die idiosynkratische Grammatik und die prägnante Satzmelodie sind dabei nicht nur ziemlich komisch, sie heben ihre Sprecher ganz offensichtlich auf ein neues Verständigungsniveau.“

„Die Durchschnittstypen, auf die Sandler ansonsten festgelegt ist, werden hier zugunsten einer exzessiven Kunstfigur verworfen, die ein wenig wie der Gegenentwurf zu Sacha Baron Cohens Borat erscheint: Auch Zohan ist ein wandelndes kulturelles Stereotyp (mit dem Sandler seine jüdischen Wurzeln betont), er radebrecht Englisch, verstößt gegen die gesellschaftliche Etikette, erweist sich insgesamt aber als anpassungsfähiger als sein kasachischer Kollege.“

„Entschiedener als zuvor treibt ‚Leg dich nicht mit Zohan an‘ die Sandler-Infantilität in pure Anarchie. Im Guten wie im Bösen scheint in jedem Moment alles möglich. Die Katze als Fußball. Freihändige Liegestütze. Sex mit der Vermieterin, die seine Mutter sein könnte. Die Liebe zu einer Palästinenserin. […] Erst im Zustand totalen Unernsts wird möglich, was im hyperkorrekten Gegenwartshollywood sonst gar nicht geht.“

„Der Film überschreitet en passant alle Grenzen der Political Correctness und des guten Geschmacks, während sein Hauptdarsteller Sandler keine Selbsterniedrigung scheut, um an Lacher zu kommen. Das reicht von der exzessiven Überspitzung von Rollenklischees, etwa in der prominenten Bedeutung, die dem Kichererbsenbrei Hummos in der Ernährung des Juden Zohan zukommt, über das Reiben von Geschlechtsteilen an allem, was dem Protagonisten sympathisch ist, bis hin zu jeder erdenklichen Form der Zweckentfremdung von Haus- und Nutztieren. Das alles lässt gerade in Verbindung mit dem gebrochenen Englisch von Sandlers Figur, manchmal stark an Sacha Baron Cohens Borat denken.“

„Kurzweiliger Blödsinn mit einigen ausgesprochen komischen Running Gags, aber auch eklatanten Inszenierungsmängeln.“

## Soundtrack
- Ma Sheba Ba – Hadag Nahash

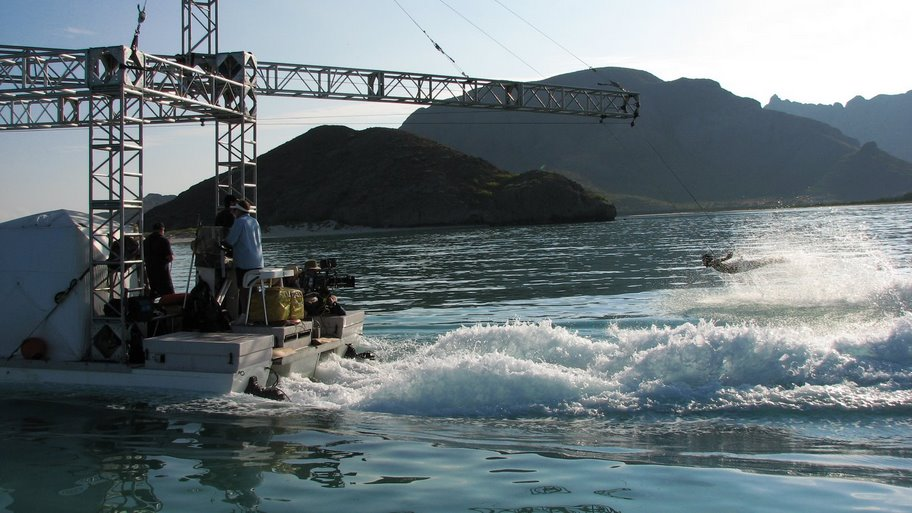
Dreharbeiten zum Film in Mexiko (2007)

- (Keep Feeling) Fascination (Groove Collision TMC Mix) – Human League
- Hine Ani Ba – Hadag Nahash
- Hallo Hallo – Ace of Base
- NYC Beat – Armand Van Helden
- Wa-Do-Dem – Eek-A-Mouse
- I wanna Sex you up – Color Me Badd
- Look on the Floor (Hypnotic Tango) – Bananarama
- Excellent – Mobbing
- Get Carter (Main Title) (Get Dancing Remix) – Bombay Dub Orchestra
- Somebody's watching me – Rockwell
- Samples and Effects – Mastermix
- More Samples and Effects – Mastermix
- No Privacy – DJ Mr.
- It takes two – Rob Base & DJ E-Z Rock
- Connected – Stereo MCs
- All night long – Mary Jane Girls
- The Hampsterdance Song – Hampton the Hampster
- 9/4 The Ladies – Balkan Beat Box
- Beautiful Life – Ace of Base
- Time will change – Caroldene Black
- Strip – Adam Ant
- California – Hadag Nahash
- I can't wait – Nu Shooz
- Pump up the Jam – Technotronic
- Hillbilly Band – The Marshall Tucker Band
- Catch me (I'm falling) – Pretty Poison
- Fantasy – Mariah Carey
- I already don't remember – Singapore
- Artillery – Infected Mushroom feat. Swollen Members
- Dynamic Force – Delirious
- The star-spangled Banner – Mariah Carey und The Boston Pops
- Hakol Ze Letova (Amir Afergan Remix) – Dana International
- Jimmy Jimmy Aaja Aaja (Disco Dancer Remix) – Bappi Lahiri
- Ain’t No Stoppin’ Us Now – McFadden & Whitehead
- I'll be lovin' you long time – Mariah Carey
- Feels good – David Morales und Angela Hunte
- Lo Mevater – Hadag Nahash
- Singapore – Ani Kvar Lo Zocher